# 지방도 제735호선
지방도 제735호선은 전북특별자치도 김제시 봉남면 구정리에서 익산시 동산동을 잇는 전북특별자치도의 지방도이다. 익산시 구간은 아직 개설되지 않았다.

## 주요 경유지
- 김제시
  - 봉남면 구정리 - 행촌리 - 종덕리 - 초처초등학교 - 정종교 - 평사리 - 대송교 - 남주사거리 - 봉남면사무소 - 신덕삼거리
  - 황산면 신덕삼거리 - 남산리 - 쌍감리 - 봉월 나들목 - 봉월리 - 황산치안센터 - 마산교 - 황산교 - 홍정리
  - 한국폴리텍대학 김제캠퍼스 - 검산동 - 점촌삼거리
  - 용지면 부교리 - 불노사거리 - 부교리 - 용암리 - 반교리 - 예촌리 - 용지중학교 - 용지초등학교입구 - 구암리 - 송산리 - 봉의리
  - 백구면 월봉리 - 부용초등학교 - 순지제 - 부용리 - 반월리 - 반월삼거리 - 이후 구간 미개통

- 익산시
  - 동구동 (전 구간 미개통) - 국도 제27호선과 접속

## 중복 구간
- 김제시 봉남면 대송교 동단 ~ 신덕삼거리 : 지방도 제712호선과 중복
- 김제시 검산동 ~ 용지면 불노사거리 : 지방도 제716호선과 중복

## 도로명
- 김제시 봉남면 구정리 ~ 대송교 동단 : 초처로
- 김제시 봉남면 대송교 동단 ~ 신덕삼거리 : 봉남로
- 김제시 봉남면 신덕삼거리 ~ 검산동 : 황산로
- 김제시 검산동 ~ 용지면 불노사거리 : 콩쥐팥쥐로
- 김제시 황산면 불노사거리 ~ 백구면 반월삼거리 : 황토로